# Genzsch & Heyse
Genzsch & Heyse — немецкая словолитня, основанная в Гамбурге в 1833 году Эмилем Юлиусом Геншем. 1920-х и 1930-х годах шрифты компании продавались в Соединенных Штатах Континентальной ассоциацией основателей шрифтов. 
В 1963 году компания была продана американской корпорации Linotype.

## Гарнитуры

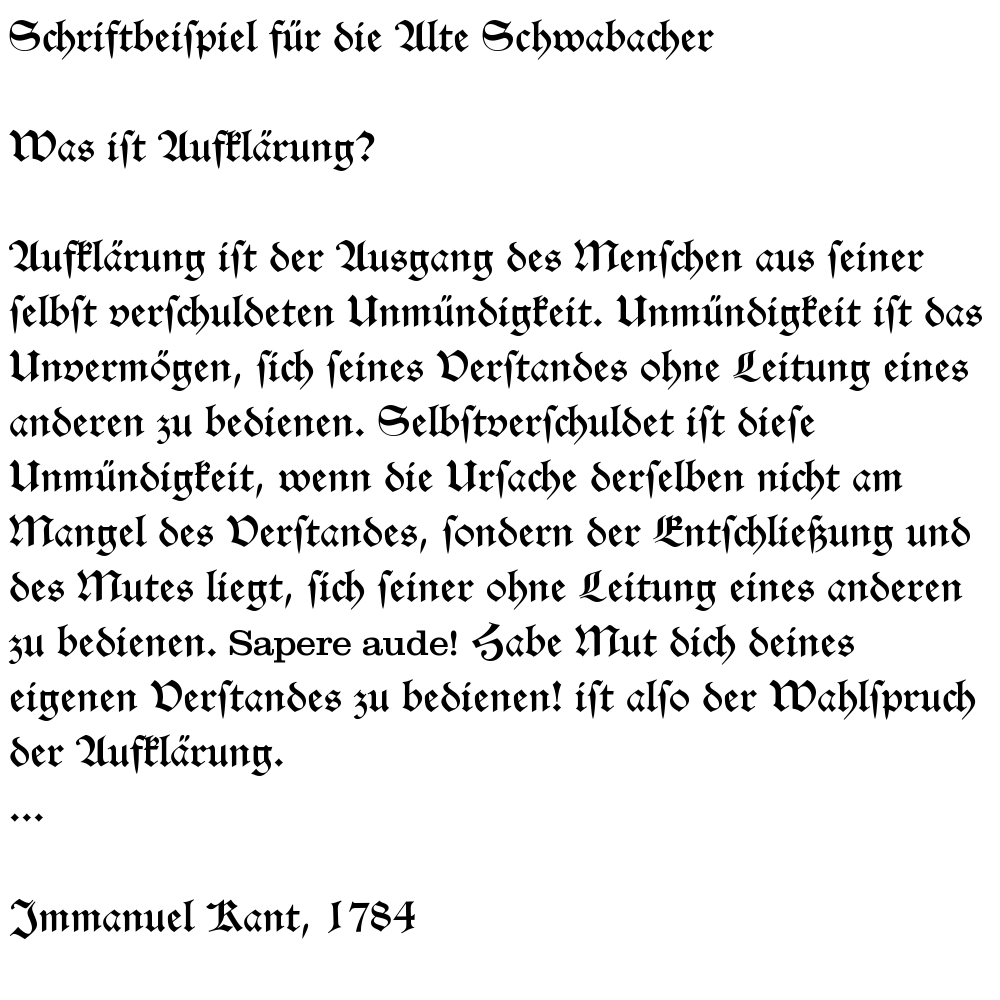
Пример шрифта Alte-Schwabacher

Некоторые шрифты, разработанные в Genzsch & Heyse и выпущенные в виде литейных изделий на литейном заводе Trennert Type Foundry: 
- Alte Schwabacher (до 1936)
- Arkona + Fett (до 1936)
- Bodoni + Halbfette + Kursiv (до 1936)
- Brahms Gotisch (до 1936)
- Fette Antiqua (до 1936)
- Friedrich Bauer Grotesk (до 1936, дизайнер – Фридрих Бауэр), в дополнение к базовому начертанию, существовало ещё две версии – Magere, Kräftige, Halbfette, Fette, и Schmale Halbfette.  Также отлиты в Trennert Type Foundry.
- Fridericus Antiqua + Halbfette + Fette (до 1936)
- Genzsch Antiqua (до 1936), в дополнение к базовому начертанию, существовало ещё несколько версий – Halbfette, Fette, Kursiv, Halbfette Kursiv, и Fette Zeitungskursiv.
- Halbfette Antiqua (до 1936)
- Heyse + Semi-Bold (1924, дизайнер – Фридрих Бауэр)
- Leibniz Fraktur + Grobe (до 1936)
- Nofretete + Halbfette (до 1936)
- Olympia 1 + 2 (до 1936)
- Phalanx + Halbfette (до 1936)
- Richard Wagner Fraktur + Halbfette (до 1936)
- Römische Antiqua (до 1897) позже продан компании Inland Type Foundry под названием MacFarland и компании Farmer & Son под названием Bradford, матрицы были созданы позже компанией Lanston Monotype, также известный как MacFarland.[7]
- Semper Antiqua + Halbfette (до 1936)
- Senats Fraktur + Halbfette (до 1936)
- Sparta (до 1936)